# 17. Turniej Czterech Skoczni
17. Turniej Czterech Skoczni rozgrywany był od 30 grudnia 1968 do 6 stycznia 1969.
Turniej wygrał  Bjørn Wirkola.

## Oberstdorf
Data: 30 grudnia 1968

Państwo:  RFN

Skocznia: Schattenbergschanze

### Wyniki konkursu
| Poz. | Imię i nazwisko    | Narodowość     | Punkty |
| ---- | ------------------ | -------------- | ------ |
| 1.   | Bjørn Wirkola      | Norwegia       | 218,7  |
| 2.   | Jiří Raška         | Czechosłowacja | 215,7  |
| 3.   | Josef Matouš       | Czechosłowacja | 210,5  |
| 4.   | Heinz Schmidt      | NRD            | 210,1  |
| 5.   | Manfred Queck      | NRD            | 209,9  |
| 6.   | Rudolf Höhnl       | Czechosłowacja | 205,4  |
| 7.   | Ladislav Divila    | Czechosłowacja | 199,9  |
| 8.   | Władimir Biełousow | ZSRR           | 199,7  |
| 9.   | Reinhold Bachler   | Austria        | 199,3  |
| 9.   | Ludvik Zajc        | Jugosławia     | 199,3  |

## Garmisch-Partenkirchen
Data: 1 stycznia 1969

Państwo:  RFN

Skocznia: Große Olympiaschanze

### Wyniki konkursu
| Poz. | Imię i nazwisko    | Narodowość     | Punkty |
| ---- | ------------------ | -------------- | ------ |
| 1.   | Bjørn Wirkola      | Norwegia       | 241,2  |
| 2.   | Anatolij Żegłanow  | ZSRR           | 235,4  |
| 3.   | František Rydval   | Czechosłowacja | 233,8  |
| 4.   | Władimir Biełousow | ZSRR           | 233,6  |
| 5.   | Heinz Schmidt      | NRD            | 232,3  |
| 6.   | Zbyněk Hubač       | Czechosłowacja | 228,4  |
| 7.   | Ladislav Divila    | Czechosłowacja | 226,5  |
| 8.   | Garij Napałkow     | ZSRR           | 222,1  |
| 9.   | Horst Queck        | NRD            | 221,8  |
| 10.  | Lars Grini         | Norwegia       | 221,2  |

## Innsbruck
Data: 3 stycznia 1969

Państwo:  Austria

Skocznia: Bergisel

### Wyniki konkursu
| Poz. | Imię i nazwisko   | Narodowość     | Punkty |
| ---- | ----------------- | -------------- | ------ |
| 1.   | Bjørn Wirkola     | Norwegia       | 236,3  |
| 2.   | Jiří Raška        | Czechosłowacja | 235,5  |
| 3.   | Anatolij Żegłanow | ZSRR           | 225,9  |
| 4.   | Lars Grini        | Norwegia       | 222,6  |
| 5.   | Zbyněk Hubač      | Czechosłowacja | 219,9  |
| 6.   | Rudolf Höhnl      | Czechosłowacja | 214,1  |
| 7.   | František Rydval  | Czechosłowacja | 212,4  |
| 8.   | Horst Queck       | NRD            | 212,2  |
| 9.   | Garij Napałkow    | ZSRR           | 210,8  |
| 10.  | Heinz Schmidt     | NRD            | 209,7  |

## Bischofshofen
Data: 6 stycznia 1969

Państwo:  Austria

Skocznia: Paul-Ausserleitner-Schanze

### Wyniki konkursu
| Poz. | Imię i nazwisko     | Narodowość     | Punkty |
| ---- | ------------------- | -------------- | ------ |
| 1.   | Jiří Raška          | Czechosłowacja | 234,7  |
| 2.   | Bjørn Wirkola       | Norwegia       | 228,3  |
| 3.   | Lars Grini          | Norwegia       | 222,6  |
| 4.   | Anatolij Żegłanow   | ZSRR           | 219,2  |
| 5.   | Zbyněk Hubač        | Czechosłowacja | 218,8  |
| 6.   | Wiaczesław Zerbakow | ZSRR           | 211,4  |
| 7.   | Ladislav Divila     | Czechosłowacja | 211,0  |
| 8.   | František Rydval    | Czechosłowacja | 209,9  |
| 9.   | Władimir Biełousow  | ZSRR           | 208,1  |
| 10.  | Bent Tomtum         | Norwegia       | 207,0  |

## Klasyfikacja generalna
| Poz. | Skoczek            | Kraj           | Punkty |
| ---- | ------------------ | -------------- | ------ |
| 1.   | Bjørn Wirkola      | Norwegia       | 924,5  |
| 2.   | Jiří Raška         | Czechosłowacja | 900,5  |
| 3.   | Zbyněk Hubač       | Czechosłowacja | 866,0  |
| 4.   | Anatolij Żegłanow  | ZSRR           | 862,0  |
| 5.   | František Rydval   | Czechosłowacja | 848,2  |
| 6.   | Władimir Biełousow | ZSRR           | 839,3  |
| 7.   | Rudolf Höhnl       | Czechosłowacja | 838,3  |
| 8.   | Heinz Schmidt      | NRD            | 830,8  |
| 9.   | Lars Grini         | Norwegia       | 812,5  |
| 10.  | Ladislav Divila    | Czechosłowacja | 809,3  |